# Église Saint-Germain de Saint-Germain-le-Gaillard
L'église Saint-Germain de Saint-Germain-le-Gaillard est un édifice catholique, du début du XIIIe siècle, qui se dresse sur le territoire de la commune française de Saint-Germain-le-Gaillard, dans le département de la Manche, en région Normandie.
L'église est classée au titre des monuments historiques.

## Localisation
L'église Saint-Germain est située au centre du bourg de Saint-Germain-le-Gaillard, dans le département français de la Manche.

## Description
L'église à double nef (comme à Vasteville), dédiée à Germain le Scot, est du début du XIIIe siècle. Les arcades sont en tiers-point.
Son petit porche, couvert en tas de charge, est en berceau brisé. Le clocher carré est coiffé en bâtière.

## Protection
L'église est classée au titre des monuments historiques par arrêté du 1er août 1966.

## Mobilier
L'église abrite quatre statues classées au titre objet aux monuments historiques : une Vierge à l'Enfant assise du XIVe, saint François d'Assise du XVIe, sainte Marthe et la tarasque du XVe. Elle renferme également des fonts baptismaux du XIIIe siècle,, un bénitier du XVIe, une statue de saint Germain du XVIe dans une niche extérieure au-dessus du portail d'entrée, et un tableau de saint Sébastien du XIXe. Le retable est du XVIIe siècle.

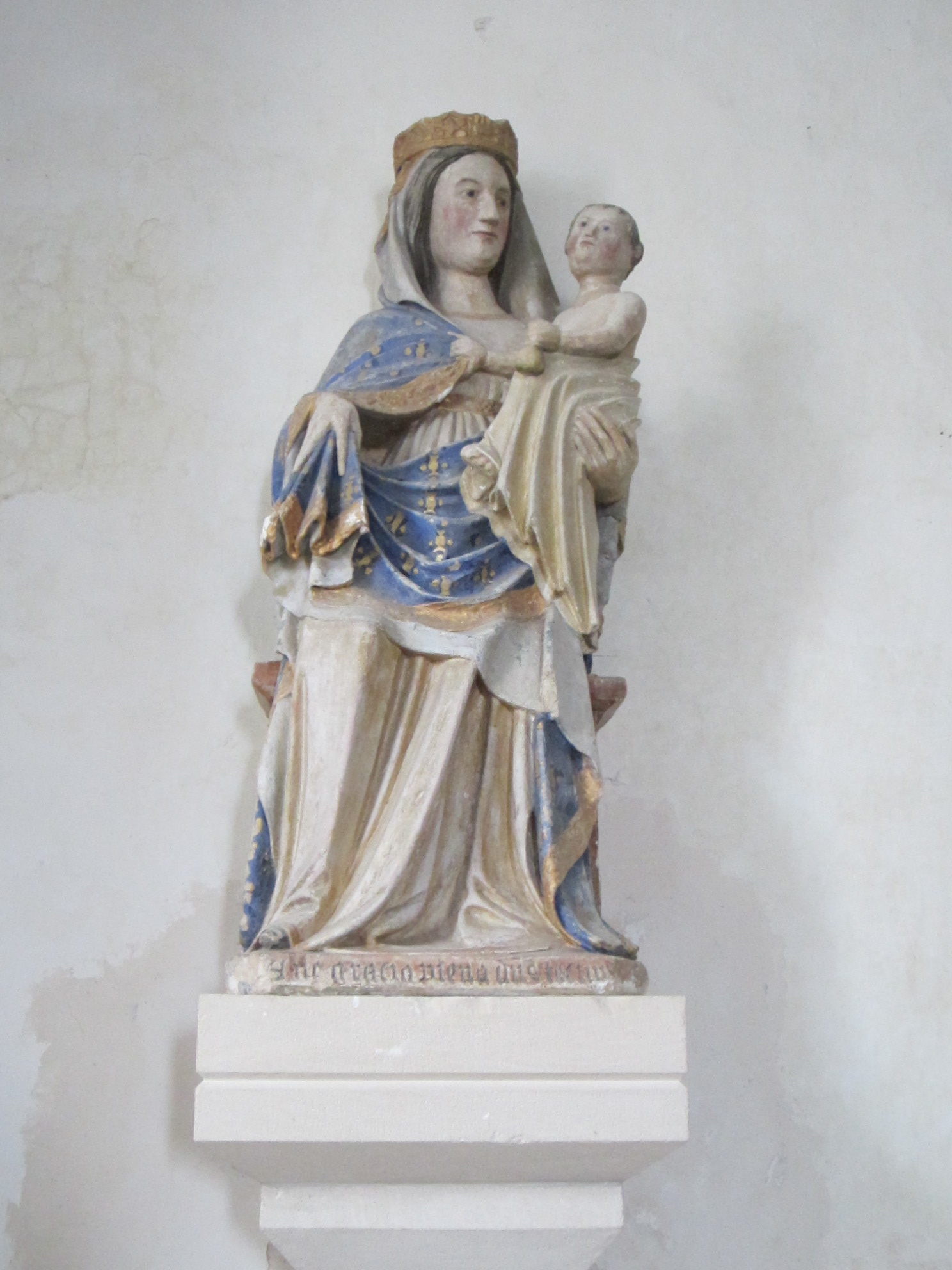
La Vierge à l'Enfant.
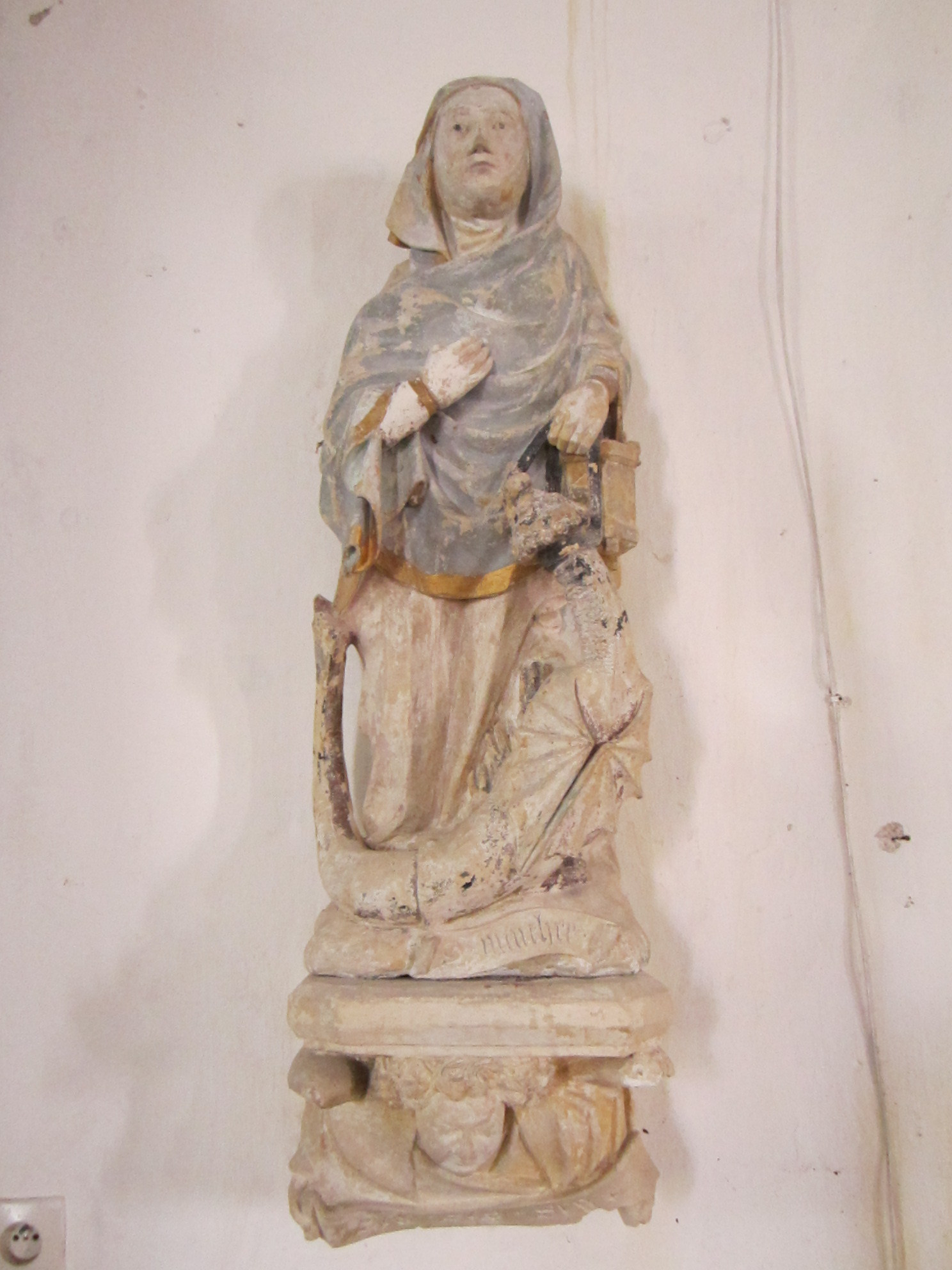
Groupe sculpté : Sainte Marthe et la tarasque.
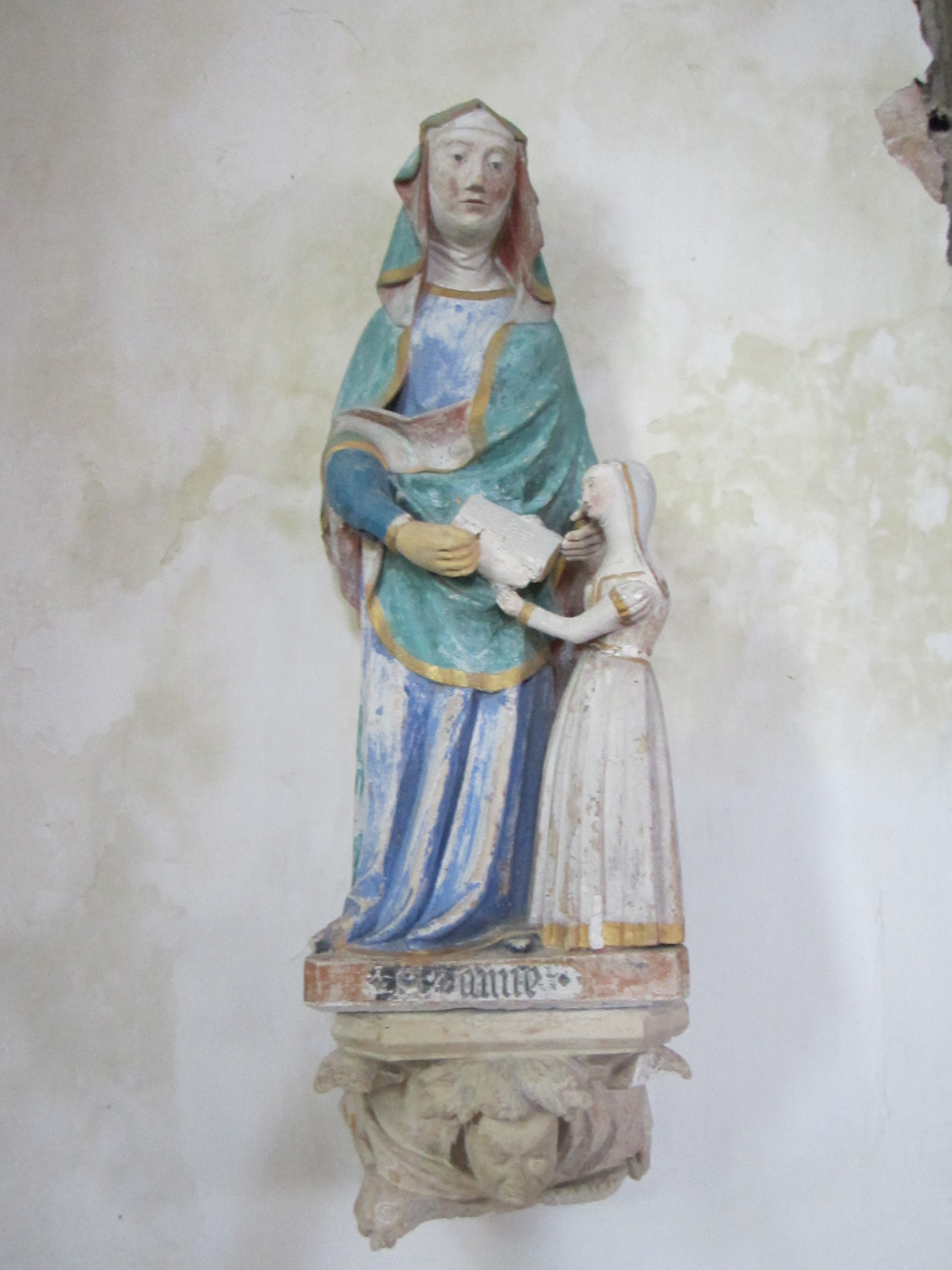
La statue de sainte Anne.